# Horst J. Tappert
Horst J. Tappert (* 11. Juni 1939 in Strehlen, Landkreis Strehlen, Provinz Niederschlesien; † 26. Mai 2006 in Obervogelgesang) war ein deutscher Filmregisseur und Puppengestalter.

## Leben und Werk
Horst Tappert absolvierte von 1953 bis 1956 eine Lehre zum Werkzeugmacher in Freital. Im Anschluss studierte er drei Jahre Deutsch und Kunsterziehung am Pädagogischen Institut in Erfurt. 1960 fand Tappert eine Anstellung als Puppengestalter und Szenograph am DEFA-Studio für Trickfilme in Dresden. Parallel nahm er ein Abendstudium an der Hochschule für Bildende Künste Dresden in der Fachrichtung Plastik auf, das er 1964 abschloss.
Über den Zeitraum von drei Jahrzehnten gestaltete Tappert bei der DEFA Puppen für mehr als 70 Produktionen, darunter Die fliegende Windmühle von Günter Rätz. Eine enge Arbeitsbeziehung bestand mit der Regisseurin Katja Georgi. Mehrfach wurden Tapperts Arbeiten ausgezeichnet, unter anderem prämierte die Association internationale du film d’animation (ASIFA) seine Figuren für die Nilpferd-Serie der Regisseurin Ina Rarisch. In den 1980er-Jahren trat Tappert auch als Regisseur in Erscheinung. Mit Der Märchenmantel erschien 1982 ein vielbeachtetes Debüt, das sich durch einen kreativen Einsatz verschiedenster Materialien bei der Gestaltung der Puppenfiguren auszeichnete. In nachfolgenden Werken – darunter  Aschenputtel (1984) und Hans, mein Igel (1986) – betätigte er sich auf dem Gebiet der Silhouetten-Animation. 1989 würdigte die Fédération Internationale des Ciné-Clubs (FICC) Tappert mit einem Lebenswerk-Preis.
Die Abwicklung des DEFA-Trickfilmstudios Anfang der 1990er-Jahre und der damit verbundene Verlust der Arbeit bedeuteten einen tiefen Einschnitt in Tapperts filmkünstlerische Karriere. „Ich steckte so voller Ideen – und dann kam das Aus. Ich bedaure sehr, dass das Studio zerstört wurde, als ich mich gerade freigeschwommen hatte“ äußerte er rückblickend. Tappert wirkte anschließend als Dozent für Gestaltung an einer Privatschule in Freiberg und lehrte kurzzeitig an der Filmakademie Ludwigsburg.  Für das Deutsche Institut für Animationsfilm übernahm er Restaurierungsarbeiten an Puppenfiguren. Ein geplanter Trickfilm zum Märchen Hänsel und Gretel blieb unrealisiert.
Tappert starb 2006 wenige Tage vor seinem 67. Geburtstag. 2009 würdigte ihn das Stadtmuseum Pirna in Kooperation mit dem Deutschen Institut für Animationsfilm mit der Ausstellung „Mein Leben – Meine Träume“.

## Filmografie (Auswahl)
- 1982: Der Märchenmantel (Regie)
- 1983: Es waren einmal drei Schwestern... (Animationen, mit Ulrike Röhricht)
- 1984: Aschenputtel (Regie)
- 1986: Mahlzeit (Regie)
- 1986: Hans, mein Igel (Regie)
- 1987: Die Gänsemagd (Regie)
- 1989: Das Birnenmädchen (Regie)
- 1991: Das Märchen vom Breikessel (Regie)

## Auszeichnungen (Auswahl)
- 1972: Heinrich-Greif-Preis
- 1975: Preis der Association internationale du film d’animation (ASIFA) für die Gestaltung der Nilpferd-Filme
- 1985: Ehrenpreis der Jury des jungen Publikums für die Figuren in Aschenputtel beim Filmfestival Goldener Spatz
- 1987: Ehrenpreis für Hans mein Igel beim Filmfestival Goldener Spatz
- 1989: Don-Quijote-Preis der Fédération Internationale des Ciné-Clubs (FICC) für das künstlerische Gesamtwerk